# كفر أبو رقبة
كفر أبو رقبة إحدى قرى مركز أشمون التابع لمحافظة المنوفية بجمهورية مصر العربية.

## السكان
بلغ عدد سكان كفر أبو رقبة 2,240 نسمة، حسب الإحصاء الرسمي لعام 2006.